# Guy Georges Mbaka
Guy Georges Mbaka – kongijski polityk, minister administracji terytorialnej, decentralizacji i rozwoju lokalnego w latach 2021–2022, od 2022 roku minister gospodarki rzecznej i żeglugi śródlądowej. 

## Życiorys
Został członkiem biura politycznego Kongijskiej Partii Pracy. W maju 2021 roku wszedł w skład pierwszego rządu Anatole Collinet Makosso jako minister administracji terytorialnej, decentralizacji i rozwoju lokalnego. Po zmianach w rządzie w 2022 roku został powołany na stanowisko ministra gospodarki rzecznej i żeglugi śródlądowej.